# Petite messe solennelle
Petite messe solennelle là tác phẩm nhạc tôn giáo duy nhất của nhà soạn nhạc vĩ đại người Ý Gioachino Rossini, đồng thời là tác phẩm cuối cùng của ông. Rossini đã coi tác phẩm này là "cái cuối cùng của péchés de vieillesse của tôi" (péchés de vieillesse theo tiếng Pháp có nghĩa là tội lỗi của tuổi già). Tuy là tác phẩm mang tính chất tôn giáo, nhưng âm nhạc trong tác phẩm lại đẹp, trong sáng và gần với nhạc thế tục hơn.